# IV. Henrik kasztíliai király
IV. (Tehetetlen) Henrik (Casa de las Aldabas, 1425. január 5. –‎ Madrid, 1474. december 11.), a Trastámara-házból származó kasztíliai és leóni király (1454–1474). Ő volt az utolsó Kasztília gyengekezű, késő középkori királyai közt. Uralkodása idején a nemesség hatalma megnőtt és az ország központi hatalma meggyengült.

## Származása
II. János (1405–1454) királynak a fia és utóda. Édesanyja a király első felesége, Aragóniai Mária (1396–1445) volt, I. (Antequerai) Ferdinánd  (1380–1416) aragóniai királynak és feleségének, Leonor de Alburquerquének (1374–1435) a lánya.

## Mint herceg
1425-ben született a néhai a Casa de las Aldabasban a Teresa Gil utcában, Valladolidban. Ekkor ő lett a kasztíliai trón várományosa, Asztúria hercege, és kiszorította nénéjét, Eleonórát. 
Születésének idején Kasztíliát Álvaro de Luna, Trujillo hercege ellenőrizte, aki ki akarta választani Henrik barátait és igazgatni neveltetését. Legközelebbi bizalmasává Juan Pacheco vált, aki vele egykorú volt. A hatalomért folyó küzdelmek, egyeztetések és cselszövések a nemesség, Álvaro de Luna és az aragon infánsok közt állandósult. 
1444. október 10-én Jaén első és egyetlen hercegévé vált. 1445-ben megnyerte az első olmedói csatát, amelyben vereséget mért az aragon infánsokra. Az olmedoi győzelem következtében Álvaro de Luna hatalma hanyatlásnak indult és Henrik hercegé és Juan Pachecoé pedig emelkedett.

## Uralkodása
IV. Henrik uralma válságos időszak a két királyság történetében, annak ellenére, hogy uralkodása alatt – 1462-ben – a kasztílaiaknak sikerült Gibraltárt visszafoglalniuk a granadai móroktól. Országai anarchiába süllyedtek, a nemességen belül fegyveres konfliktusok törtek, mind a polgárok, mind a király megszenvedték az uralkodó viszálykodó kegyenceinek, két főúrnak, Juan Pacheconak, Villena márkijának és Beltrán de la Cuevának küzdelmeit.
A király 15 éves korában házasságot kötött Navarrai Blankával (1424–1464), a házasságot – állítólag – nem hálták el, és innen ered a király jelzője; házasságukat egyébként később a pápa érvénytelenítette. (Blanka a Trastámara-ház aragóniai ágából származott, az apja II. János  (1398–1479)  aragóniai király  (aki szintén II. János néven navarrai király volt), I. Ferdinándnak a fia; az édesanyja II. János első felesége, az Évreux-házból  származó  I. Blanka  (1387–1441) navarrai királynő (akinek II. János egyébként a második férje volt).
IV. Henrik 1455-ben feleségül vette Portugáliai Johannát (1439–1475), az Avis-házból  származó  I. (Ékesszóló) Duarte (1391–1438) portugál királynak és feleségének, Aragóniai Eleonórának (1402–1455) a lányát. A házasságból született  lányt, Johannát (1462–1530), La Beltraneja néven emlegették, ugyanis sokak szerint az apja valójában Beltrán de la Cueva volt.
IV. Henrik halála után Kasztíliában polgárháború tört ki. Ugyanis még IV. Henrik életében a nemesség jelentős része arra kényszerítette a királyt, hogy a lányával, Johannával szemben, féltestvérét, II. János királynak a második házasságából született lányát, Izabellát (1451–1504) ismerje el örököseként. A király halálakor azonban a kasztíliai nemesség egy része mégis szembefordult Izabellával, Johanna mellé állt, akinek érdekében a portugálok is beavatkoztak a küzdelembe. A polgárháború, illetve a Portugáliával folytatott harcok 1479/1480-ban Izabella győzelmével értek véget, ő lett I. (Katolikus) Izabella) kasztíliai és leóni királynő (1474–1504). Johanna Portugáliába vonult vissza, ott is halt meg.